# Пьянов, Эмиль Игоревич
Эмиль Игоревич Пьянов (род. 31 января 2005, Казань) — российский хоккеист, нападающий.

## Биография
Начинал заниматься в «Ак Барсе», сначала ходил на секции хоккея и футбола. В сезоне 2017/18 перешёл в систему подольского «Витязя». В 2020 году был приглашён в московское «Динамо». В сезоне 2021/22 дебютировал в МХЛ за молодёжную команду, там же отыграл и следующий сезон. 1 мая 2023 года был обменян в «Северсталь». Сезон 2023/24 провёл в команде МХЛ «Алмаз», в феврале 2024 года дебютировал в КХЛ, проведя четыре матча. С сезона 2024/25 — игрок «Северстали».